# منظمة تحرير إيران
كان جيش تحرير إيران (آزادكان «تحرير») عبارة عن منظمة إمبراطورية إيرانية تسعى إلى استعادة الدولة البهلوية في أعقاب الثورة الإيرانية عام 1979. أسس هذه الجماعة اللواء بهرام آريانا ووصفت هذه الجماعة بأنها من أبرز الجماعات «الملكية الأصولية» (مقابل «ملكي دستوري».

## وصلات خارجية
- Azadegan Foundation, a modern organisation claiming descent from the original Azadegan